# Panagiotis Nikousios
Panagiotis Nikousios (in greco Παναγιώτης Νικούσιος?; 1613 – 2 ottobre 1673) è stato un medico ottomano di etnia greca. Fanariota, è stato il primo Gran Dragomanno (interprete principale) cristiano della Sublime porta, ricoprendo la carica dal 1661 circa alla sua morte nel 1673. Nikousios era molto istruito, avendo ricevuto l'istruzione dai gesuiti a Chio e avendo frequentato l'Accademia patriarcale di Costantinopoli e l'Università di Padova, dove studiò medicina. Al suo ritorno, divenne medico personale di Fazıl Ahmed Köprülü e, quando quest'ultimo divenne Gran visir nel 1661, nominò Nikousios primo Gran Dragomanno. Svolse un ruolo importante nei negoziati che posero fine al lungo assedio di Candia nel 1669 e accumulò una grande biblioteca con molti manoscritti di valore. La sua nomina a Gran Dragomanno segna l'inizio dell'ascesa dei Fanarioti alle alte cariche politiche del governo ottomano.